# Adriana Prieto
Adriana Inês Prieto Amarante, mais conhecida como Adriana Prieto (Buenos Aires, 1 de janeiro de 1950 — Rio de Janeiro, 23 de dezembro de 1974) foi uma atriz brasileira nascida na Argentina. Foi comparada e apelidada, por uma revista, de "Greta Garbo Brasileira".
Fez carreira no cinema do Brasil, ganhando diversos prêmios por suas atuações como o Candango de Melhor Atriz do Festival de Brasília e o Prêmio Air France. Morreu tragicamente após um acidente de carro as vesperas do Natal de 1974, aos 24 anos, quando vivia o auge da carreira.

## Biografia

### Primeiros anos
Filha de um diplomata chileno com uma brasileira, a família de Adriana Prieto fixou-se no Rio de Janeiro quanto ela tinha apenas quatro anos. Morava em Quintino Bocaiuva, na Zona Norte do Rio de Janeiro, e se deslocava todos os dias para o bairro da Tijuca , onde fazia o curso colegial no Colégio Pedro II. Segundo o relato de sua amiga Marcia Lessin Rodrigues, seu pai era ausente, e sua mãe não lhe dava atenção. Ela a mandou, quando jovem, para um internato, onde as freiras a teriam molestado, o que teria tornado a jovem Adriana uma jovem um tanto retraída na adolescência. Carlos Prieto, seu irmão, a guiava pela carreira e com aspectos de estilo de vida como roupas e maquiagem.

### Carreira

Reginaldo Faria foi um dos diretores com os quais Adriana Prieto trabalhou

Ainda na escola, ela estreou no cinema em 1966 no filme El Justicero, de Nelson Pereira dos Santos, e já foi premiada como Melhor Atriz no Festival de Cinema de Teresópolis. Logo depois, foi escalada por Jece Valadão para A Lei do Cão e As Sete Faces de Um Cafajeste em 1967 e 1968, respectivamente. Também em 1967, estreia no teatro e na televisão, na telenovela A Rainha Louca, da Rede Globo. Com seus primeiros pagamentos, comprou um apartamento em Copacabana, para onde se mudaram seu irmão e sua mãe.
Em uma época em que um artista conseguia viver só do cinema no Brasil, Adriana Pietro considerou uma ofensa o salário oferecido pela Globo para atuar na novela Bandeira 2. Apesar disso, participou de Tempo de Viver, telenovela da Rede Tupi, por ter sido um convite de Jece Valadão, que dirigia a novela e havia se tornado seu amigo. Suas participações na televisão, entretanto, ficaram no segundo plano. Adriana se dedicou ao cinema durante toda a carreira.
Durante sua década atuando, se tornou uma das estrelas do cinema mais bem pagas, fazendo dezoito filmes e sendo dirigida por grandes nomes, seja do Cinema Novo, seja do cinema popular, como Nelson Pereira dos Santos, David Neves, Arnaldo Jabor, Pedro Carlos Róvai, Domingos de Oliveira, Walter Hugo Khouri, David Neves e Roberto Santos. Com Lúcia McCartney, uma Garota de Programa, ganhou o Prêmio Air France de cinema como melhor atriz de 1971. No mesmo ano, ganhou o Candango de Melhor Atriz por seu papel como Açucena em Um Anjo Mau.

Arnaldo Jabor dirigiu o último filme de Adriana Prieto

Quando morreu, Adriana Prieto acabara de filmar O Casamento, de Arnaldo Jabor, baseado na obra homônima de Nelson Rodrigues. As falas dela tiveram que ser dubladas por Norma Blum, visto que na época se gravava os áudios do filme depois de filmar.

### Morte
Adriana sofreu um acidente automobilístico no dia 20 de dezembro de 1974 na Avenida Nossa Senhora de Copacabana, quando o Volkswagen Fusca que estava foi atingido fortemente por um carro da polícia. Um dos policiais que estava no veículo da PM envolvido no acidente que matou a atriz relatou a situação que culminou na tragédia:
"ela (Adriana Prieto) havia discutido com alguém na Rua Saint Roman. Uma turma da PM que passava de carro pelo local perguntou-lhe se precisava de ajuda. Ela disse que não, eles seguiram e ela continuou a discutir com o homem. Pouco depois arrancou com seu carro. Ultrapassou o da PM, avançou o sinal, entrou na rua Djalma Ulrich e, ao avançar o sinal do cruzamento com a Av. N. Sra° de Copacabana, bateu na camioneta em que estávamos, desgovernou-se, derrubou um telefone orelhão e foi de encontro a uma butique".
Deu entrada no Centro de Tratamento Intensivo (CTI) do Hospital Municipal Miguel Couto e teve três paradas cardíacas. A mãe da atriz trabalhava na farmácia do hospital à época do acidente. Adriana acabou morrendo três dias depois do acidente, em 23 de dezembro, aos 24 anos. Foi sepultada no Cemitério Jardim da Saudade de Sulacap, no Rio de Janeiro.

## Filmografia

### Trabalhos no cinema
| Ano  | Título                                  | Personagem         |
| ---- | --------------------------------------- | ------------------ |
| 1967 | A Lei do Cão                            | Alzirinha          |
| 1967 | El Justicero                            | Ana Maria          |
| 1968 | As Sete Faces de um Cafajeste           | Ana                |
| 1968 | Balada de Página Três                   | —                  |
| 1969 | Os Paqueras                             | Fátima             |
| 1969 | Memória de Helena                       | Rosa               |
| 1969 | As Duas Faces da Moeda                  | Dorinha            |
| 1969 | A Penúltima Donzela                     | Tânia              |
| 1970 | Uma Mulher para Sábado                  | Dorianne           |
| 1970 | O Palácio dos Anjos                     | Ana Lúcia          |
| 1970 | As Gatinhas                             | Lilian             |
| 1971 | Um Anjo Mau                             | Açucena            |
| 1971 | Soninha Toda Pura                       | Soninha            |
| 1971 | Lúcia McCartney, uma Garota de Programa | Lucia McCartney    |
| 1971 | Ipanema Toda Nua                        | Déa                |
| 1972 | A Viúva Virgem                          | Cristina (a viúva) |
| 1974 | Ainda Agarro Esta Vizinha…              | Teresa (a vizinha) |
| 1974 | O Casamento                             | Glorinha           |

### Trabalhos na televisão
| Ano  | Título         | Personagem |
| ---- | -------------- | ---------- |
| 1967 | A Rainha Louca | Joana      |
| 1972 | Tempo de Viver | Lúcia      |

## Prêmios
Prêmio Air France
- Melhor Atriz por Lúcia McCartney, uma Garota de Programa (1971)

Festival de Brasília
- Candango de Melhor Atriz por Um Anjo Mau (1971)